# Lecythis idatimon
Lecythis idatimon är en tvåhjärtbladig växtart som beskrevs av Jean Baptiste Christophe Fusée Aublet. Lecythis idatimon ingår i släktet Lecythis och familjen Lecythidaceae. Inga underarter finns listade i Catalogue of Life.